# Yerville
Yerville est une commune française située dans le département de la Seine-Maritime, en région Normandie.

## Géographie

### Localisation
Yerville est située dans le pays de Caux.
| Ouville-l'Abbaye      |                         | Vibeuf        |
| Criquetot-sur-Ouville | Yerville                | Bourdainville |
|                       | Saint-Martin-aux-Arbres | Ectot-l'Auber |

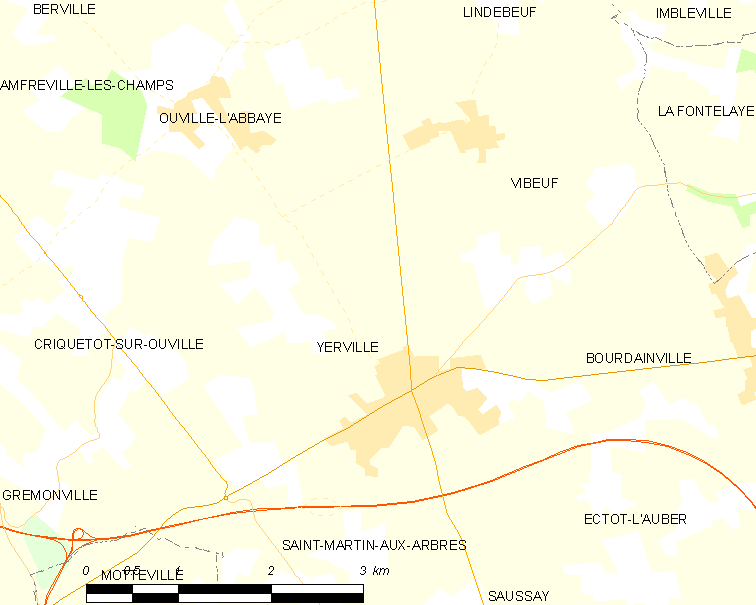
Carte de la commune.
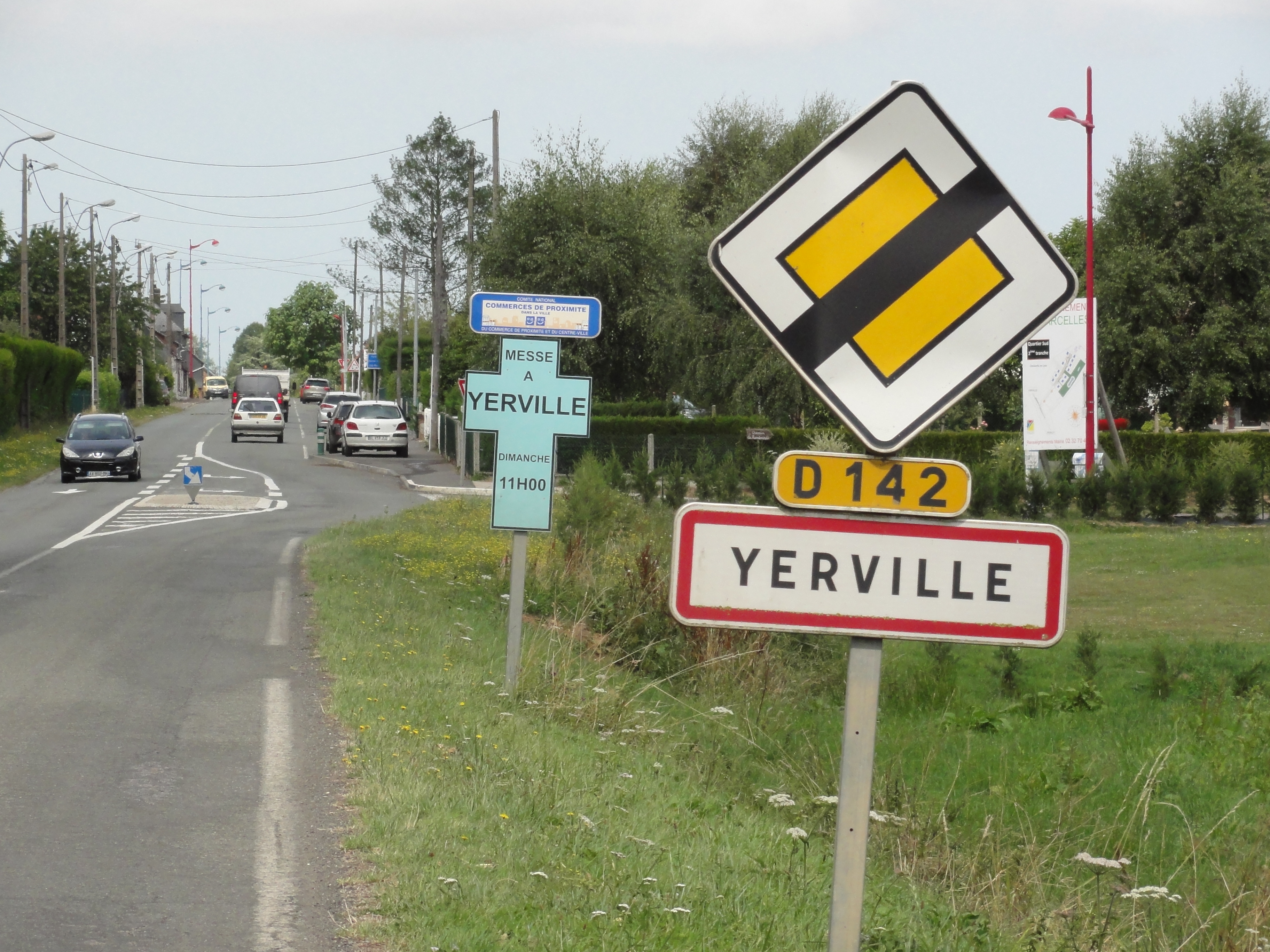
Entrée de Yerville.

### Hydrographie
La commune est située dans le bassin Seine-Normandie. Elle est drainée par la Saâne,.
La Saâne, d'une longueur de 40 km, prend sa source dans la commune et se jette dans la Manche en limite des communes de Sainte-Marguerite-sur-Mer et de Quiberville-sur-Mer, après avoir traversé 24 communes. 

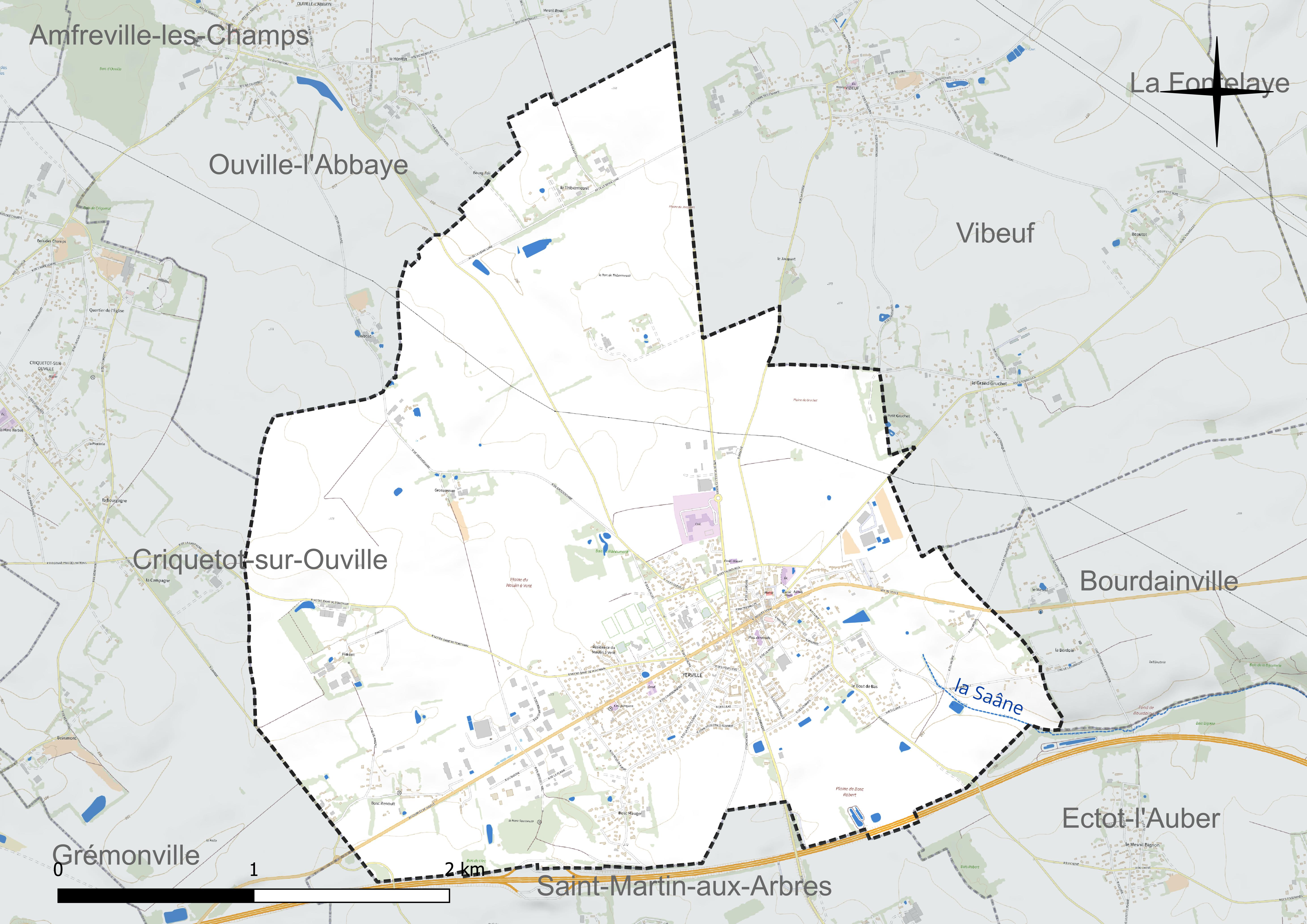
Réseau hydrographique d'Yerville.

### Climat
Pour des articles plus généraux, voir Climat de la Normandie et Climat de la Seine-Maritime.
En 2010, le climat de la commune est de type climat océanique franc, selon une étude du CNRS s'appuyant sur une série de données couvrant la période 1971-2000. En 2020, Météo-France publie une typologie des climats de la France métropolitaine dans laquelle la commune est exposée à un climat océanique et est dans la région climatique Côtes de la Manche orientale, caractérisée par un faible ensoleillement (1 550 h/an) ; forte humidité de l’air (plus de 20 h/jour avec humidité relative > 80 % en hiver), vents forts fréquents. Parallèlement le GIEC normand, un groupe régional d’experts sur le climat, différencie quant à lui, dans une étude de 2020, trois grands types de climats pour la région Normandie, nuancés à une échelle plus fine par les facteurs géographiques locaux. La commune est, selon ce zonage, exposée à un « climat maritime », correspondant au Pays de Caux, frais, humide et pluvieux, légèrement plus frais que dans le Cotentin.
Pour la période 1971-2000, la température annuelle moyenne est de 10,2 °C, avec une amplitude thermique annuelle de 13,2 °C. Le cumul annuel moyen de précipitations est de 949 mm, avec 13,8 jours de précipitations en janvier et 8,9 jours en juillet. Pour la période 1991-2020, la température moyenne annuelle observée sur la station météorologique la plus proche, située sur la commune d'Ectot-lès-Baons à 7 km à vol d'oiseau, est de 10,8 °C et le cumul annuel moyen de précipitations est de 905,5 mm,. Pour l'avenir, les paramètres climatiques de la commune estimés pour 2050 selon différents scénarios d’émission de gaz à effet de serre sont consultables sur un site dédié publié par Météo-France en novembre 2022.

## Urbanisme

### Typologie
Au 1er janvier 2024, Yerville est catégorisée bourg rural, selon la nouvelle grille communale de densité à sept niveaux définie par l'Insee en 2022.
Elle appartient à l'unité urbaine d'Yerville, une unité urbaine monocommunale constituant une ville isolée,. Par ailleurs la commune fait partie de l'aire d'attraction de Rouen, dont elle est une commune de la couronne,. Cette aire, qui regroupe 317 communes, est catégorisée dans les aires de 200 000 à moins de 700 000 habitants,.

### Occupation des sols
L'occupation des sols de la commune, telle qu'elle ressort de la base de données européenne d’occupation biophysique des sols Corine Land Cover (CLC), est marquée par l'importance des territoires agricoles (83,7 % en 2018), en diminution par rapport à 1990 (89,5 %). La répartition détaillée en 2018 est la suivante : 
terres arables (62,4 %), prairies (20,8 %), zones urbanisées (16,3 %), zones agricoles hétérogènes (0,5 %). L'évolution de l’occupation des sols de la commune et de ses infrastructures peut être observée sur les différentes représentations cartographiques du territoire : la carte de Cassini (XVIIIe siècle), la carte d'état-major (1820-1866) et les cartes ou photos aériennes de l'IGN pour la période actuelle (1950 à aujourd'hui).

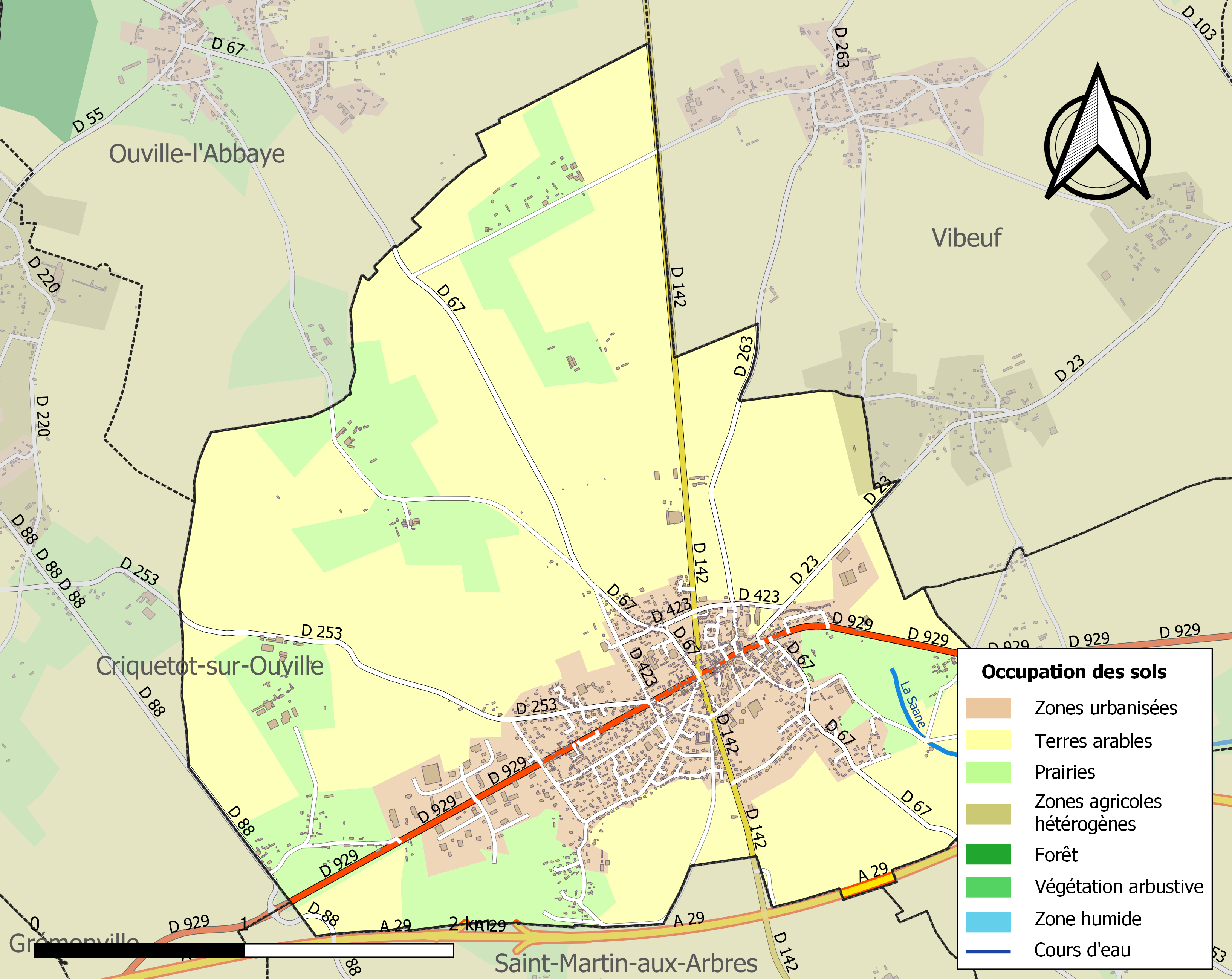
Carte des infrastructures et de l'occupation des sols de la commune en 2018 (CLC).

### Voies de communication et transports
Dans le centre de Yerville se trouve un grand carrefour routier du pays de Caux. C'est là que la RD 142 de Veules-les-Roses à Barentin croise la RD 929, qui relie la ville à l'autoroute A29, à la RD 6015 et à la RN 27.
La commune est desservie par la ligne de car régional Nomad 526 qui va à Rouen.

## Toponymie
Le nom de la localité est attesté sous les formes In Arvilla au XIIe siècle, Ecclesia Sanctae Mariae de Hyervilla vers 1240 ; Parrochia de Yerville en 1292 ; Yerville en 1319 ; Yervilla en  1337 ; Hyerville en  1500 et 1501 ; Notre Dame d'Yerville en 1360 et1362 ; Notre Dame d'Yerville en Caux entre 1464 et 1472 ; Notre Dame d'Yerville en 1717 ; Hierville en 1648 ; Yerville entre 1704 et 1738 (Pouillé) ; Yerville en 1715 (Frémont) et en 1757 (Cassini).

## Histoire
Thibermesnil fut donné au XIe siècle par Guillaume de Tancarville à l'abbaye Saint-Georges de Boscherville, puis passa aux Bigot de Monville, aux La Ferté, puis à la famille de la Myre.
L'église d'Yerville dépendait en 1180 de l'abbaye de Valmont.
La commune de Yerville absorbe en 1822 celle de Thibermesnil.

## Politique et administration

### Rattachements administratifs et électoraux
Yerville appartient à l'arrondissement de Rouen et au canton d'Yvetot depuis le redécoupage cantonal de 2014 entré en vigueur à l'occasion des élections départementales de 2015. Avant cette date, elle était le chef-lieu du canton d'Yerville.
Pour l'élection des députés, la commune fait partie de la dixième circonscription de la Seine-Maritime.

### Intercommunalité
De 2003 à   2016, date de sa disparition, Yerville appartenait à la communauté de communes d'Yerville-Plateau de Caux. Elle en était le siège et la principale commune. Depuis le 1er janvier 2017, elle est membre de la communauté de communes Plateau de Caux-Doudeville-Yerville.

### Administration municipale
Le nombre d'habitants au dernier recensement étant compris entre 1 500 et 2 499, le nombre de membres du conseil municipal est de 19.

### Liste des maires
| Période                                  | Période                    | Identité                  | Étiquette            | Qualité |
| ---------------------------------------- | -------------------------- | ------------------------- | -------------------- | --- |
| Les données manquantes sont à compléter. |                            |                           |                      | |
| 1808                                     | 1826                       | Jules Benoît André Halley |                      | Premier notaire et premier maire de Yerville |
| 1826                                     | 1852                       | M. de la Myre             |                      | Seigneur de Thibermesnil |
| 1860                                     | 1866                       | Jules Guérillon           |                      | |
| 1881                                     |                            | Henri Lagnoux             |                      | |
|                                          |                            | Beaucourt                 |                      | |
| 1911                                     | 1912                       | Grège                     |                      | |
| 1930                                     | 1936                       | Gaston Dusauls            |                      | |
| Les données manquantes sont à compléter. |                            |                           |                      | |
| 1967                                     | janvier 1971               | Bernard Alexandre         |                      | Décédé en fonction |
| mars 1971                                | mars 1983                  | Jacques Lémery            |                      | Médecin généraliste |
| mars 1983                                | mai 2020                   | Alfred Trassy-Paillogues  | RPR puis UMP puis LR | Ingénieur civil Député de la Seine-Maritime (10e circ.) (1993 → 1997 et 2002 → 2012) Conseiller général d'Yerville (1982 → 2015) Conseiller départemental d'Yvetot (2015 → 2021) Vice-président du conseil général de la Seine-Maritime (1994 → 1998) Vice-président du Pays du Plateau de Caux Maritime[Quand ?] Président de la CC d'Yerville-Plateau de Caux (2003 → 2020) |
| mai 2020,                                | En cours (au 10 août 2020) | Thierry Louvel            |                      | Pharmacien Président du SIVOSS de Yerville (avant 2020 → ? ) Vice-président de la CC d'Yerville-Plateau de Caux (2020 → ) |

## Équipements et services publics

### Eau et déchets
La commune dispose d'une déchèterie.

### Enseignement
La commune est située dans l'académie de Normandie.
- École maternelle Georges-Chovet
- Groupe scolaire Jules-Guéville
- Collège Henry-de-Navarre

### Postes et télécommunications
La commune dispose d'un bureau de poste.

## Population et société

### Démographie
L'évolution du nombre d'habitants est connue à travers les recensements de la population effectués dans la commune depuis 1793. Pour les communes de moins de 10 000 habitants, une enquête de recensement portant sur toute la population est réalisée tous les cinq ans, les populations de référence des années intermédiaires étant quant à elles estimées par interpolation ou extrapolation. Pour la commune, le premier recensement exhaustif entrant dans le cadre du nouveau dispositif a été réalisé en 2007.

En 2022, la commune comptait 2 658 habitants, en évolution de +9,43 % par rapport à 2016 (Seine-Maritime : +0,35 %, France hors Mayotte : +2,11 %).
| 1793  | 1800  | 1806  | 1821  | 1831  | 1836  | 1841  | 1846  | 1851  |
| ----- | ----- | ----- | ----- | ----- | ----- | ----- | ----- | ----- |
| 1 190 | 1 039 | 1 097 | 1 245 | 1 495 | 1 640 | 1 731 | 1 803 | 1 869 |

| 1856  | 1861  | 1866  | 1872  | 1876  | 1881  | 1886  | 1891  | 1896  |
| ----- | ----- | ----- | ----- | ----- | ----- | ----- | ----- | ----- |
| 1 711 | 1 748 | 1 649 | 1 652 | 1 642 | 1 526 | 1 558 | 1 550 | 1 534 |

| 1901  | 1906  | 1911  | 1921  | 1926  | 1931  | 1936  | 1946  | 1954  |
| ----- | ----- | ----- | ----- | ----- | ----- | ----- | ----- | ----- |
| 1 393 | 1 479 | 1 414 | 1 221 | 1 179 | 1 139 | 1 207 | 1 189 | 1 115 |

| 1962  | 1968  | 1975  | 1982  | 1990  | 1999  | 2006  | 2007  | 2012  |
| ----- | ----- | ----- | ----- | ----- | ----- | ----- | ----- | ----- |
| 1 221 | 1 381 | 1 492 | 1 847 | 1 948 | 2 170 | 2 260 | 2 274 | 2 414 |

| 2017  | 2022  | - | - | - | - | - | - | - |
| ----- | ----- | - | - | - | - | - | - | - |
| 2 418 | 2 658 | - | - | - | - | - | - | - |

### Sports et loisirs

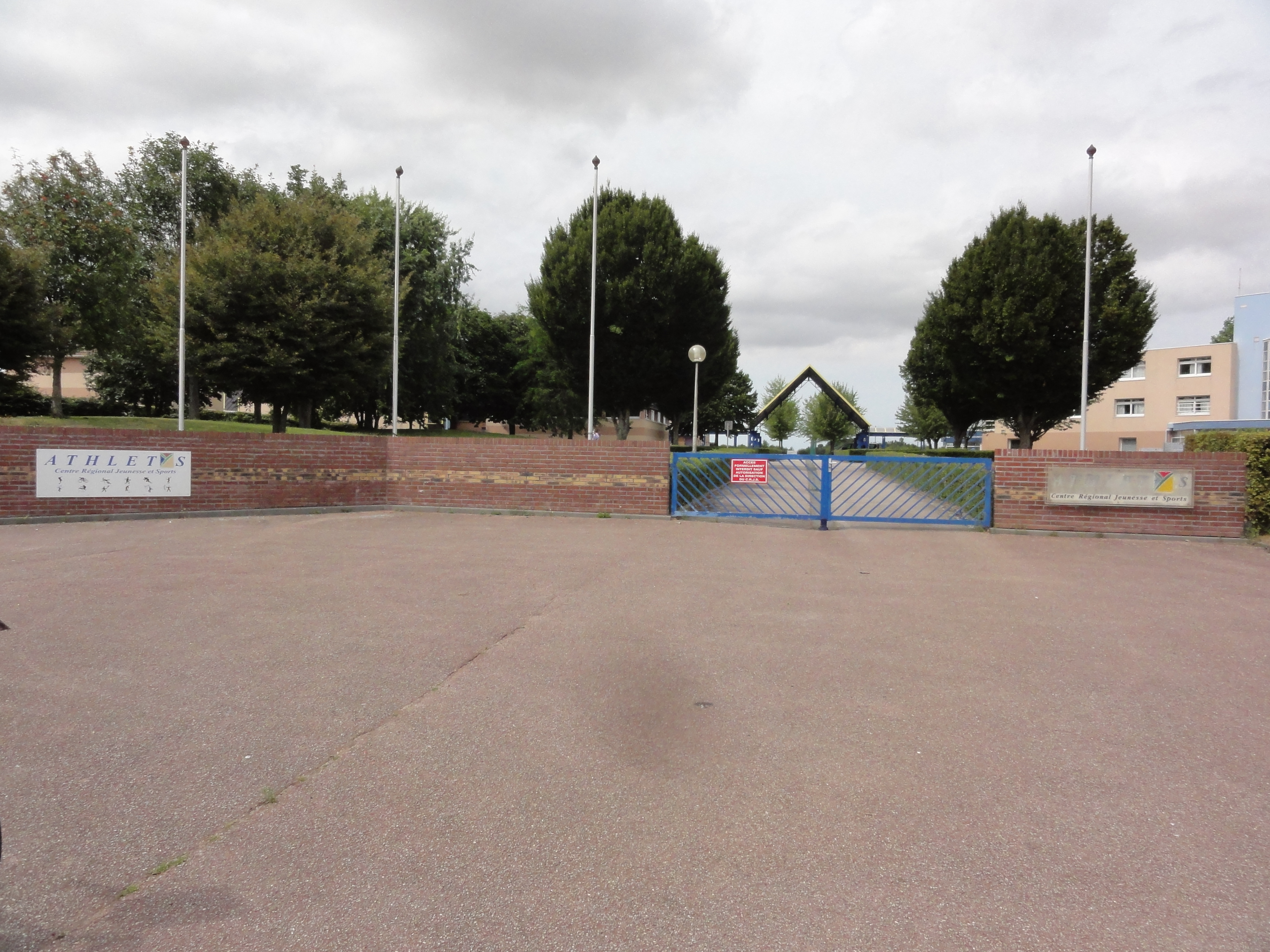
Entrée du centre régional jeunesse et sports Athlets.

- Le Centre régional jeunesse et sports Athlets
- Le stade Just-Fontaine qui accueille le Yerville Football Club
- Golf 9 trous
- tir à l'arc, marche, danse, pétanque, gymnastique

### Cultes
La commune est le siège de la paroisse catholique de Notre-Dame de Yerville – Plateau de Caux qui fait partie de l'archidiocèse de Rouen.

### Médias
- Le quotidien Paris Normandie et l'hebdomadaire Le Courrier cauchois relatent les informations locales.
- La commune est située dans le bassin d'émission de la chaîne de télévision France 3 Normandie.

## Culture locale et patrimoine

### Lieux et monuments
- Église Notre-Dame.

### Personnalités liées à la commune
- Georges Chervelle dit Jacques Ferny, né à Yerville le 13 février 1863, mort à Paris le 8 avril 1936, auteur de livrets d'opérettes et pièces de théâtre, poète, chansonnier et goguettier français et montmartrois. Une rue de Yerville porte son nom.
- Bernard Lecoquierre, curé de la paroisse Notre-Dame de Yerville de 2009 à 2015, condamné pour agressions sexuelles sur mineurs.

### Héraldique
| Armes de Yerville | Les armes de la commune de Yerville se blasonnent ainsi : d'azur au pairle d'or, au chef cousu de gueules chargé d'un léopard aussi d'or. Le léopard d'or sur champ de gueules rappelle les armes de la Normandie. |

## Pour approfondir